# 托氏尖條鰍
托氏尖條鰍（學名：Oxynoemacheilus tongiorgii），為輻鰭魚綱鯉形目條鰍科尖條鰍屬的其中一種。分布於亞洲伊朗庫爾河流域，背鰭硬棘3枚、背鰭軟條8枚、臀鰭硬棘3枚、臀鰭軟條5枚，體長可達7.3公分，棲息在河川底層水域，生活習性不明。

## 扩展阅读
維基物種上的相關：托氏尖條鰍